# 有马赖徸
有马赖徸（日语：／ Arima Yoriyuki，1714年12月31日—1783年12月16日）是日本江户时代的大名，也是一位数学家:20。他是筑后国久留米藩第7代藩主、久留米有马家第8代当主。
有马赖徸作为数学家，修习关流算术，以笔名丰田文景著有代表同时代日本最高算学水准的《拾玑算法》，以“算学大名”著称于世。

## 生平
有马赖徸生于正德4年（1714年）12月31日，是第6代藩主则维的四男（一说五男）。
享保4年（1729年），其父因为领内发生一揆，且与家老对立而引咎隐居，由于其3位兄长都已夭折，有马赖徸在16岁时继任藩主。不过他在元文2年（1737年）才亲政。他亲政这一年，适逢天灾，百姓饥馑。赖徸为了救济领民，发放了救济金和救济粮；为了广泛采纳意见，仿效将军德川吉宗设置了目安箱（意见箱）；为了向民众提供娱乐，他组织了猿乐的演出。
尽管有马赖徸努力施行善政，由于饥荒发生于九州各藩，各地百姓一揆频发，久留米有马藩也未能幸免。赖徸不仅处死一揆首谋者，也令家老稻次因幡承担责任，令其蛰居。
宝历4年（1754年）2月21日，由于征收“人别银”（按人头摊派的税赋），久留米藩内发生一揆，其时有马赖徸赴江户参勤交代，最终在4月由家臣平息了骚乱。
有马赖徸致力于学术事业，聘任了不少文化人，但另一方面对他也有课税过重花费过多的批评。
有马赖徸死于1783年（天明3年）12月16日，享年70。家主由其长子有马赖贵继任。

## 数学事业

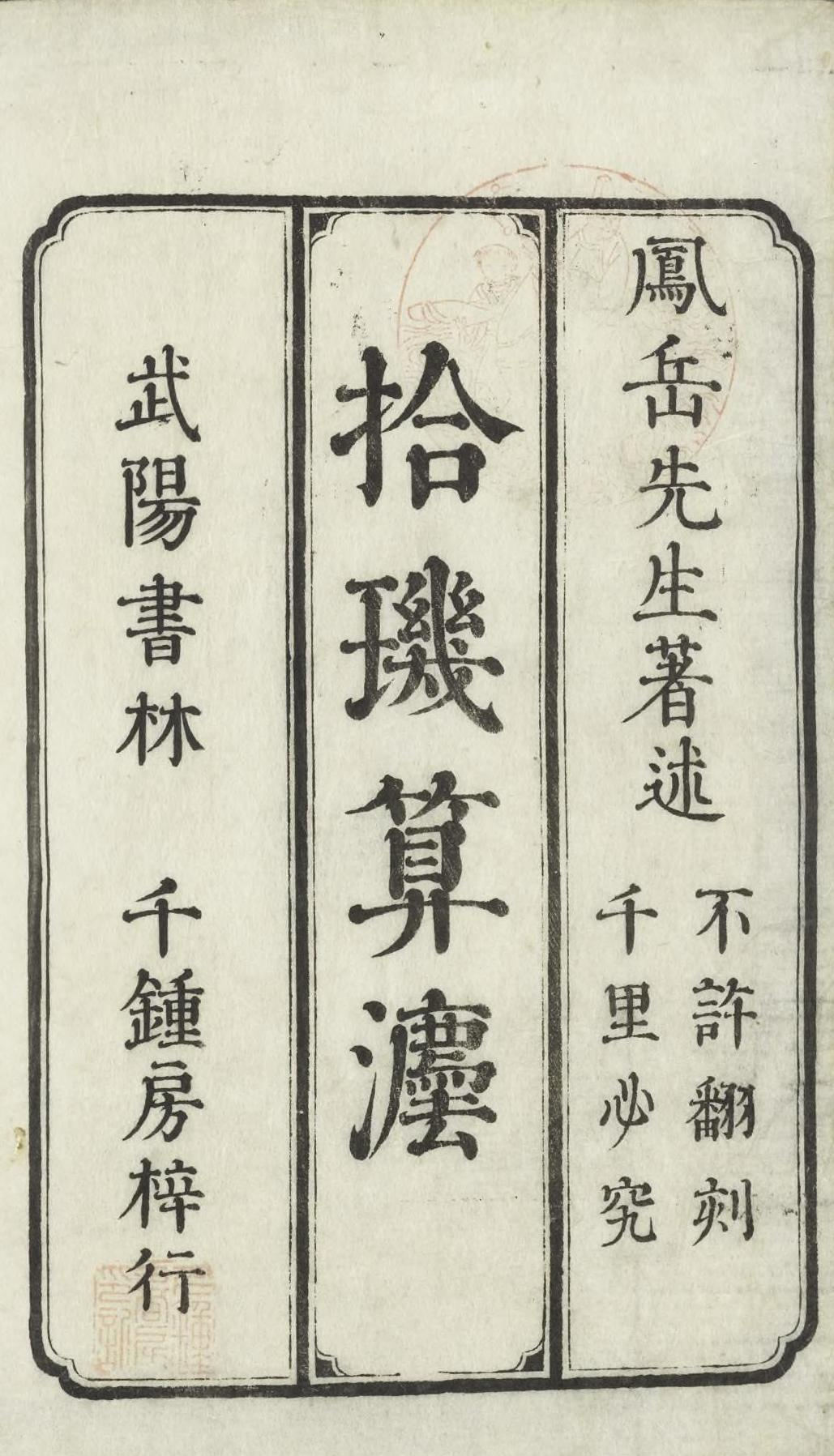
和算书《拾玑算法》

有马赖徸博学多才，不仅长于法令与故实（礼法），更是一位和算家，师从关流和算家山路主住。
他在32岁时编著了第一本和算书《初学天元门》，最后一本著作写于53岁时，一生著有算学书40余册。其中最著名的是他以笔名丰田文景发表的《拾玑算法》5卷，其中收录算法问题150道:341，这也是他唯一刊行的著作。该书不仅代表了当时日本数学的最高水准，也第一次将原本私下传授的关流算学介绍给广大民众。:91,92例如在此之前圆周率的值经关孝和计算，精确到12位数，而有马赖徸计算到了50位，其中30位数值（小数点后29位）正确：:346
{\displaystyle \pi \approx {\frac {428224593349304}{136308121570117}}=3.14159265358979323846264338327(569...)}
在他之前松永良弼已经算出此值，但写于秘传书中，不像《拾玑算法》是公开刊行的书籍。在循环小数的计算上有马赖徸也有划时代的成就。:346
有马赖徸不仅自己从事数学研究，作为大名他也积极支持数学研究事业，例如他招纳关流数学家藤田贞资、入江修敬为家臣，并资助了村井中渐。:91,92在和算诸流派中，关流的一枝独秀受益于他的资助。

## 评价
有马赖徸的才能获得幕府赏识，4次被任命为江户增上寺的御火消役（一年一度任命的荣誉职务）。有马家历代官位为（从五位下）侍从，但他破格被任命为从四位左近卫少将。他曾经3次获得“国鹤下赐”，即将军所赐予的亲自猎获的鹤肉，这是通常是大大名德川御三家、伊达家、岛津家、前田家才能享受的殊荣。
有马赖徸治政长达54年，加之他优秀的政治才能，久留米藩一直较为安定。他因此被称为“久留米藩的（德川）吉宗”。他由于教养出众，与同时代的新发田藩主沟口直温和松江藩主松平宗衍并称“风流三大名”。
为了表彰他在数学上的功绩，1911年明治政府追赠有马赖徸从三位的官位。